# Ilovac
Ilovac is een plaats in de gemeente Ozalj in de Kroatische provincie Karlovac. De plaats telt 55 inwoners (2001).